# قمری-کوکوی مکین‌لی
قمری-کوکوی مکین‌لی (نام علمی: Macropygia mackinlayi) نام یک گونه از سرده قمری-کوکو است.